# 比謝爾內群島
比謝爾內群島是俄羅斯的群島，屬於法蘭士約瑟夫地群島的一部分，由7個島嶼組成，位於薩利姆島以南的巴倫支海，行政方面由阿爾漢格爾斯克州負責管轄。